# Parroquia Fernández Salvador
Parroquia Fernández Salvador (Canton Montúfar-Carchi-Ecuador) Se encuentra Ubicada en la Provincia del Carchi, pertenece al Canton Montúfar, se encuentra en la cordillera occidental de los Andes, a una altitud de 2900 m s. n. m.

## Historia
Donde hoy se encuentra la Parroquia de Fernández Salvador, pertenecía al latifundista Antonio Fernández Salvador Flores, el cual donó lotes de tierras a sus trabajadores quien darían origen a la parroquia, sus primeros habitantes serían, las familias Cadena, Andino, Arévalo y Yar. Quienes junto con el Profesor Ezequiel Vela lucharían para crear la Parroquia de Fernández Salvador, el cual lleva el nombre del donante del suelo donde se erige la parroquia.[cita requerida]
Posteriormente llegarían familias como la Familia Paillacho, Fuertes, Piarpuezán, Caicedo quienes formarían parte de la nueva parroquia erigida el 26 de noviembre de 1955.[cita requerida]

## División política
- Fernández Salvador
- Línea Roja
- Tambo
- San Francisco

## Datos bioclimáticos
Tienen suelos de textura franco Arcillosos, con una profundidad de 1.50 m y una topografía irregular, con una precipitación de 100 mm, con un clima templado de una temperatura 8- 12 grados.

## Producción
Los principales productos son: papas, leche, pasto, maíz.

## Tradiciones
En el mes de septiembre se celebraban las fiestas patronales en honor a corazón de María Patrona de la Parroquia, el cual fue cambiado a mayo mes en el cual se festeja a la Virgen María, donde se realiza diversos actos como la quema del Castillo, juegos tradicionales como la carrera de encostalados, carrera de coches de madera, las cintas, la quebrada de ollas y la tradicional fiesta popular y en el acto de eucarístico se realiza el cambio de los priostes, en la iglesia de la parroquia se observa una cruz en el techo el cual donó uno de los priostes predilectos de las fiestas tradicionales y religiosas el señor Hugo Alberto Fuertes Paillacho junto a su esposa la Señora Ledi Amparo Piarpuezán Caicedo quienes son representantes de la fe de la parroquia de Fernández Salvador.
- Datos: Q6063411